# 大和主將
大和主將（日語：ダイワメジャー），是日本純種競賽馬匹。生涯稱霸一哩至中距離賽事，曾勝出皋月賞及秋季天皇賞等五項一級賽。

## 出賽前
2001年出生於北海道千歲市社台牧場，所有成長途中被馬主大城敬三購入並以其所經營之大和商事作爲名義登記。
其後交由美浦訓練中心練馬師上原博之訓練。

## 競賽生涯

### 2歲
2003年12月28日出戰中山競馬場2歲新馬戰，由菊澤隆德策騎。比賽開始後其因漏閘以需要於後方追走，但於對面直路重拾節奏開始加速，最終跑出全場最快末腳下獲得第二。

### 3歲
2004年1月17日出戰3歲未勝利戰，比賽途中其一直保持於先頭部隊，通過第二彎道後佔先並開始加速，最終成功於直路上拋離後方對手，以9馬位巨大優勢取首勝。
其後原定被安排出戰條件戰卡特蘭賞但被排除於出賽名單外，因而轉戰3歲500萬獎金以下條件戰，但於其中以第四落敗
3月21日出戰春季錦標，雖然其通過彎道時候表現出不穩定，但仍然於直路成功加速獲得第三。
4月18日出戰皋月賞，改由杜滿萊策騎。比賽開始後，由於名將球手搶先領放，大和主將選擇於第二的位置追趕對手，兩駒以前1000米59.7秒的較快步速帶領馬群前進。通過第四彎道後，其隨即加速並取代名將球手成爲領頭馬匹，進入直路後發力衝刺保持優勢，最終領先第二的大宇宙1/4馬位率先衝線奪得首個一級賽冠軍。
5月30日出戰東京優駿（日本打吡），比賽初段其由於無法搶佔先頭位置，只好於第五的位置跟隨前方前1000米57.6秒的超快步速推進，但進入直路後未能進一步加速，最終以第六落敗。
完成打吡後前往北海道千歲市社台牧場放草，並確定秋季以秋季天皇賞主要爲目標。
9月26日出戰產經賞，雖然獲得第二人氣，但於直路上陷入停滯未能加速，最終以第九大敗。
其後按照計劃出戰秋季天皇賞，然而受到皋月賞過後患上喘鳴症的影響未能發揮實力，最終以包尾完賽。
秋季天皇賞過後陣營開始正視其喘鳴症的問題，決定於11月19日爲其施行手術並安排其休養。

### 4歲
2005年4月於打吡公爵挑戰盃復出，比賽初段以第二的位置順暢地推進，進入直路後隨即衝刺並以拋離第二的Cheers Message 2馬位的姿態獲勝。
然而其後雖然保持良好表現，但未能於本年度再度獲得任何冠軍，5月出戰安田紀念獲得第八後，於7月的關屋紀念獲得亞軍。
放草過後出戰每日王冠及一哩冠軍賽，分別獲得第五及第二。

### 5歲
2006年以中山紀念爲首戰，比賽開始後於第二的位置推進，進入直路後開始加速，然而一直領放的各有千秋於直路上展開二段加速並爆發末腳，最終大和主將未能追上對手之下以5馬位差距落敗。
4月15日出戰讀賣盃，比賽途中於第四的位置展開先頭戰術，並於其後逐步加速。進入直路後，其開始加速超越前方賽駒並繼續保持優勢，最終獲得暌違一年的勝利。
其後出戰安田紀念，比賽開始後因其處於最內檔的第1檔，出閘後隨即受到馬群包圍。比賽進行途中，由於步速偏慢的原因，其始終未能於馬群之中衝出，直路進入直路才勉強得婆，最終於處於不利局面之下以第四完賽。
6月25日出戰寶塚紀念，雖然本次賽事順利推進，但於直路上的表現未如理想，最終再度獲得第四。
秋季首戰爲每日王冠，比賽途中繼續選擇先行戰術於第二推進，即管進入直路後兩次和隨心起舞接觸並被對手超前，但仍然可以於最後100米展開二段加速反超對手奪得冠軍。
由於勝出前哨戰每日王冠，因而陣營決定安排其出戰秋季天皇賞。雖然本次比賽被視爲熱門的大震撼避戰，但其仍然落後於上年度寶塚紀念冠軍東商變革、新加坡航空國際盃冠軍大宇宙及札幌紀念冠軍賞月獲得第四人氣。比賽開始後，前方由太陽祭大出並做出前1000米58.8秒的快步速，大和主將則於第二的位置追趕。進入直路後，其於最後400米超越對手取得領先，並於繼續加速下抵擋後方急流及賞月的追擊，最終以1/2馬位獲勝。

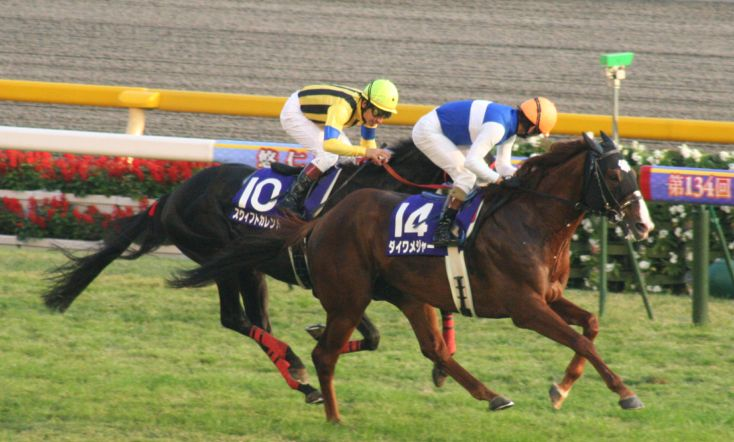
出戰秋季天皇賞的大和主將

11月19日出戰一哩冠軍賽，賽前成功壓過衆多一級賽冠軍獲得第一人氣。比賽開始後，其於第二的位置追趕前方的俊小子，並以較快步速通過前600米。通過第四彎道時以凌厲的姿態發力取得領先，進入直路後繼續衝刺抵擋後方隨心起舞的追擊，最終以頸位壓過對手取勝。
其後出戰有馬紀念，比賽初段再次以第二的位置展開推進，進入直路後超越領放的至愛取得領先，但隨後被後上的大震撼及處於較前位置的Pop Rock超越以第三完賽。
年末，由於其於成功奪得一哩冠軍賽，因而於評選中以200票當選最佳短途馬，但於最佳4歲及以上雄馬及日本馬王評選中均大敗於大震撼。

### 6歲
2007年陣營宣佈安排其遠征阿聯酋，和賞月一同出戰杜拜免稅店盃。比賽開始後，騎師安藤勝己指揮其於先頭位置推進，於最後彎道取得領先。但進入直路後，其被由中團位置衝出的賞月及凌駕力超越以第三完賽。
回國後於6月3日出戰安田紀念，落後本年度高松宮紀念冠軍鈴鹿鳳凰獲得第二人氣。比賽開始後，其於內欄第四的位置展開推進，比賽途中保持穩定的節奏。進入直路後其隨即加速衝刺，並於直路中段迫近領放的金剛力王，於最後100米時追成平頭，最終繼續加速之下成功於終點線前透出以頸位獲得冠軍。
6月24日出戰寶塚紀念，然而於阪神競馬場內之馬房受到外部噪音的影響陷入不佳的狀態，最終未能發揮表現下以第十二大敗。
放草過後以每日王冠爲秋季首戰，雖然比賽初段進佔前方位置並跑出快步速，但於直路上被後方的長山駿馬及Agnes Ark超越獲得第三。
10月28日出戰秋季天皇賞，落後春季天皇賞冠軍名將森遜及杜拜免稅店盃冠軍賞月獲得第三人氣。比賽開始後，其並未主動搶佔位置而是順着節奏於第五位置的追走，進入直路後受到前方馬匹斜行的影響的影響節奏被破爲，最終些微失速下以第九落敗。
11月18日出戰一哩冠軍賽，成功以3.8倍獨贏賠率獲得第一人氣。比賽開始後，其主動搶佔領放位置，但於通過第一彎道前開始墮後至第三。進入直路後再度加速，於最後300米時重新奪得領先，最終成功抵擋後方超級黃蜂的來襲奪得冠軍成功成爲第三匹連霸此賽的賽駒。
12月23日出戰有馬紀念，同時確認本次比賽爲退役戰。比賽開始後，前方由長山駿馬帶出，大和主將之半妹大和赤驥則緊隨其後，其自身則於第五的位置追走。比賽途中其一度墮後至到第八的位置保存體力，進入直路後開始加速，但最終落敗於梵高藝展及大和赤驥獲得第三。
其後計劃其退役，並於有馬紀念當日所有比賽完成後舉行退役儀式。
年末，由於其稱霸春秋一哩賽，因而於評選中以234票蟬聯最佳短途馬，但於最佳4歲及以上雄馬則大敗於賞月。

### 詳細賽績
| 日期       | 舉辦國家 | 馬場 | 距離   | 級別 | 賽事名稱         | 負重 | 騎師     | 馬號 | 出馬 | 名次 | 時間     | 頭馬（二馬）       |
| ---------- | -------- | ---- | ------ | ---- | ---------------- | ---- | -------- | ---- | ---- | ---- | -------- | ------------------ |
| 28/12/2003 | 日本     | 中山 | 草1600 |      | 2歲新馬          | 55   | 菊澤隆徳 | 6    | 12   | 2    | 1:36.9   | Monster Road       |
| 17/1/2004  | 日本     | 中山 | 泥1800 |      | 3歲未勝利        | 56   | 菊澤隆徳 | 14   | 16   | 1    | 1:56.4   | （Fusaichi Baldr） |
| 29/2/2004  | 日本     | 中山 | 泥1800 |      | 3歲500萬獎金以下 | 56   | 菊澤隆徳 | 15   | 16   | 4    | 1:57.0   | Full of Fight      |
| 21/3/2004  | 日本     | 中山 | 草1800 | GII  | 春季錦標         | 56   | 菊澤隆徳 | 7    | 16   | 3    | 1:48.5   | Black Tide         |
| 18/4/2004  | 日本     | 中山 | 草2000 | GI   | 皋月賞           | 57   | 杜滿萊   | 14   | 18   | 1    | 1:58.6   | （大宇宙）         |
| 30/5/2004  | 日本     | 東京 | 草2400 | GI   | 東京優駿         | 57   | 杜滿萊   | 4    | 18   | 6    | 2:24.3   | 夏威夷王           |
| 26/9/2004  | 日本     | 中山 | 草2200 | GII  | 產經賞           | 56   | 柴田善臣 | 7    | 9    | 9    | 2:15.0   | 駿公子             |
| 31/10/2004 | 日本     | 東京 | 草2000 | GI   | 秋季天皇賞       | 56   | 柴田善臣 | 17   | 17   | 17   | 2:02.9   | 荒漠英雄           |
| 3/4/2005   | 日本     | 中山 | 草1600 | GIII | 打吡公爵挑戰盃   | 57.5 | 柴田善臣 | 5    | 16   | 1    | 1:32.3   | （Cheers Message） |
| 5/6/2005   | 日本     | 東京 | 草1600 | GI   | 安田紀念         | 58   | 柴田善臣 | 3    | 18   | 8    | 1:32.8   | 淺草田園           |
| 31/7/2005  | 日本     | 新潟 | 草1600 | GIII | 關屋紀念         | 57   | 橫山典弘 | 11   | 18   | 2    | 1:32.4   | 響尾蛇             |
| 9/10/2005  | 日本     | 東京 | 草1800 | GII  | 每日王冠         | 58   | 横山典弘 | 3    | 17   | 5    | 1:47.0   | 旭日飛駒           |
| 20/11/2005 | 日本     | 京都 | 草1600 | GI   | 一哩冠軍賽       | 57   | 李慕華   | 12   | 17   | 2    | 1:32.1   | 三連冠             |
| 26/2/2006  | 日本     | 中山 | 草1800 | GII  | 中山紀念         | 58   | 杜滿萊   | 1    | 12   | 2    | 1:49.7   | 各有千秋           |
| 15/4/2006  | 日本     | 阪神 | 草1600 | GII  | 讀賣盃           | 58   | 安藤勝己 | 11   | 11   | 1    | 1:36.2   | （隨心起舞）       |
| 4/5/2006   | 日本     | 東京 | 草1600 | GI   | 安田紀念         | 58   | 安藤勝己 | 1    | 18   | 4    | 1:33.1   | 牛精福星           |
| 25/6/2006  | 日本     | 京都 | 草2200 | GI   | 寶塚紀念         | 58   | 四位洋文 | 4    | 13   | 4    | 2:14.1   | 大震撼             |
| 8/10/2006  | 日本     | 東京 | 草1800 | GII  | 每日王冠         | 58   | 安藤勝己 | 16   | 16   | 1    | 1:45.5   | （隨心起舞）       |
| 29/10/2006 | 日本     | 東京 | 草2000 | GI   | 秋季天皇賞       | 58   | 安藤勝己 | 14   | 16   | 1    | 1:58.8   | （急流）           |
| 19/11/2006 | 日本     | 京都 | 草1600 | GI   | 一哩冠軍賽       | 57   | 安藤勝己 | 10   | 18   | 1    | 1:32.7   | （隨心起舞）       |
| 24/12/2006 | 日本     | 中山 | 草2500 | GI   | 有馬紀念         | 57   | 安藤勝己 | 5    | 14   | 3    | 2:32.5   | 大震撼             |
| 31/3/2007  | 阿聯酋   | 詩柏 | 草1777 | GI   | 杜拜免稅店盃     | 57   | 安藤勝己 | 13   | 18   | 3    | 紀錄缺失 | 賞月               |
| 3/6/2007   | 日本     | 東京 | 草1600 | GI   | 安田紀念         | 58   | 安藤勝己 | 2    | 18   | 1    | 1:32.3   | （金剛力王）       |
| 24/6/2007  | 日本     | 阪神 | 草2200 | GI   | 寶塚紀念         | 58   | 安藤勝己 | 11   | 18   | 12   | 2:15.8   | 賞月               |
| 7/10/2007  | 日本     | 東京 | 草1800 | GII  | 毎日王冠         | 59   | 安藤勝己 | 1    | 14   | 3    | 1:44.5   | 長山駿馬           |
| 28/10/2007 | 日本     | 東京 | 草2000 | GI   | 秋季天皇賞       | 58   | 安藤勝己 | 14   | 16   | 9    | 1:59.3   | 名將森遜           |
| 18/11/2007 | 日本     | 京都 | 草1600 | GI   | 一哩冠軍賽       | 57   | 安藤勝己 | 8    | 18   | 1    | 1:32.7   | （超級黃蜂）       |
| 23/12/2007 | 日本     | 中山 | 草2500 | GI   | 有馬紀念         | 57   | 杜滿萊   | 4    | 15   | 3    | 2:34.2   | 梵高藝展           |

## 退役後
退役後，大和主將成爲了配種馬，於北海道安平町社台Stallion Station休養，在2008年進行配種。首批子嗣於2009年出生。首批子嗣可於2011年出賽，6月19日經已有賽駒在中央的新馬戰取勝。9月4日，辛辣風味在小倉兩歲錦標取勝，成爲首匹勝出分級賽的子嗣。2012年5月6日機伶獵駒於NHK一哩賽取勝，成爲首匹勝出一級賽的大和主將子嗣。

### 主要子嗣

#### 一級賽優勝子嗣
粗體字為一級賽
2009年生
- 機伶獵駒（新西蘭盃、NHK一哩賽、每日王冠、打吡公爵挑戰盃、小倉大賞典）

2010年生
- 李察先生（雅靈頓盃、天鵝錦標、阪急盃、高松宮紀念）

2012年生
- Bulldog Boss（星團盃、日本育馬場盃短途賽）

2013年生
- Major Emblem（阪神兩歲牝馬錦標、皇后盃、NHK一哩賽）

2014年生
- 實搏女王（小倉兩歲錦標、櫻花賞）

2016年生
- Nova Lenda（全日本兩歲優駿、大尾光紀念）
- 頌讚火星（每日盃兩歲錦標、朝日盃未來錦標、NHK一哩賽、香港一哩錦標）

2017年生
- 拉丁城市（夢幻錦標、阪神兩歲牝馬錦標、阪急盃、人馬錦標）

2019年生
- 秀逸小島（新潟兩歲錦標、每日盃兩歲錦標、富士錦標、一哩冠軍賽）

2020年生
- Double Major（ 紹德奈錦標、兩次  法國聖烈治錦標、  尼雅大賽、 賈嘉利大賽）

2021年生
- 百塔意城（新潟兩歲錦標、阪神兩歲牝馬錦標、京成盃秋季讓賽、 1351草地短途錦標、維多利亞一哩賽）

#### 分級賽優勝子嗣
2009年生
- 大和佳駿（京王盃春季盃、阪急盃）
- 辛辣風味（小倉兩歲錦標、人馬錦標）
- Tosen Benizakura（妖精錦標）
- Excellente Cave（京成盃秋季讓賽）

2011年生
- Marble Cathedral（阿緹密斯錦標）

2012年生
- 火聖杯（打吡公爵挑戰盃）
- Suzuka Presto（京都跳欄賽）

2013年生
- 挪威少艾（雌馬賽、函館短途錦標）
- 純美化身（堅蘭盃）
- Ball Lightning（京王盃兩歲錦標）

2014年生
- 豹俠女（兩次綠松石錦標、阪神牝馬錦標、京都牝馬錦標）

2015年生
- Frontier（新潟兩歲錦標）

2016年生
- Due Process（兵庫金盃）
- Hokko Mevius（兩次新潟跳欄錦標、阪神跳欄錦標、京都跳欄錦標）

2018年生
- 月上遊（京王盃兩歲錦標）

2019年生
- 摩天獵戶（新山紀念）
- 快勁主帥（子犬座錦標、東京盃、星團盃）

2021年生
- Ecoro Bloom（新西蘭盃）

#### 在香港服役的子嗣
由2017-2018馬季開始，「大和主將」已有子嗣在香港服役，包括「中華主將」、「富喜來」、「運籌帷幄」。

## 血統簡介
父系週日寧靜是美國三冠賽雙料冠軍馬，退役後在日本配種，在日本馬壇相當成功，贏得多項分級賽事，其子嗣贏得巨額獎金，連續12年成為日本冠軍種馬。祖父Halo爲美國賽駒，曾贏得一級賽冠軍，爲美國冠軍種馬。
母系Scarlet Bouquet為日本賽駒，生涯戰績不俗，曾勝出四場三級賽，亦擁有優秀的血統，出自日本傳統雌系「緋紅一族」（スカーレット一族）。外祖父北方風味爲加拿大賽駒，於當地有不俗的戰績，退役後被社台集團引進日本作爲配種馬使用，於週日寧靜引入前一度爲日本最成功的種馬，於當時與象徵牧場的巴索隆齊名。

### 血統表
| 父線：週日寧靜系（Halo系）                                        |                             |                 |               |
| 種馬 週日寧靜 1986年（棕色）                                      | Halo 1969年（棕色）         | Hail to Reason  | Turn-to       |
| 種馬 週日寧靜 1986年（棕色）                                      | Halo 1969年（棕色）         | Hail to Reason  | Nothirdchance |
| 種馬 週日寧靜 1986年（棕色）                                      | Halo 1969年（棕色）         | Cosmah          | Cosmic Bomb   |
| 種馬 週日寧靜 1986年（棕色）                                      | Halo 1969年（棕色）         | Cosmah          | Almahmoud     |
| 種馬 週日寧靜 1986年（棕色）                                      | Wishing Well 1975年（棗色） | Understanding   | Promised Land |
| 種馬 週日寧靜 1986年（棕色）                                      | Wishing Well 1975年（棗色） | Understanding   | Pretty Ways   |
| 種馬 週日寧靜 1986年（棕色）                                      | Wishing Well 1975年（棗色） | Mountain Flower | Montparnasse  |
| 種馬 週日寧靜 1986年（棕色）                                      | Wishing Well 1975年（棗色） | Mountain Flower | Edelweiss     |
| 繁殖雌馬 Scarlet Bouquet 1988年（栗色）                           | 北方風味 1971年（栗色）     | 北地舞人        | 新北區        |
| 繁殖雌馬 Scarlet Bouquet 1988年（栗色）                           | 北方風味 1971年（栗色）     | 北地舞人        | Natalma       |
| 繁殖雌馬 Scarlet Bouquet 1988年（栗色）                           | 北方風味 1971年（栗色）     | Lady Victoria   | Victoria Park |
| 繁殖雌馬 Scarlet Bouquet 1988年（栗色）                           | 北方風味 1971年（栗色）     | Lady Victoria   | Lady Angela   |
| 繁殖雌馬 Scarlet Bouquet 1988年（栗色）                           | Scarlet Ink 1971年（栗色）  | Crimson Satan   | Spy Song      |
| 繁殖雌馬 Scarlet Bouquet 1988年（栗色）                           | Scarlet Ink 1971年（栗色）  | Crimson Satan   | Papila        |
| 繁殖雌馬 Scarlet Bouquet 1988年（栗色）                           | Scarlet Ink 1971年（栗色）  | Consentida      | Beau Max      |
| 繁殖雌馬 Scarlet Bouquet 1988年（栗色）                           | Scarlet Ink 1971年（栗色）  | Consentida      | La Menina     |
| 雌系：Scarlet Ink系（號族：4-d）                                  |                             |                 |               |
| 五代內近親交配：Almahmoud 4×5、Lady Angela 4×5、Royal Charger 4×5 |                             |                 |               |

## 命名由來
名字中，Daiwa（ダイワ）是馬主大和商事冠名，出自其公司名字，Major（メジャー）則有主要的意思，於英語中，亦可代表軍銜之一的少校，香港則結合兩者意思，翻譯为「大和主將」。

## 外部連結
- 大和主將 netkeiba.com （页面存档备份，存于）
- 血統表 （页面存档备份，存于）